# Catedral de San Brandán (Loughrea)
La Catedral de San Brandán o simplemente Catedral de Loughrea (en inglés: St Brendan's Cathedral) es la iglesia catedral de la diócesis de Clonfert en Loughrea en la República de Irlanda. La primera piedra de la catedral se colocó el 10 de octubre de 1897. Fue terminada en 1902.
Las características de la catedral incluyen vitrales de un estudio influyente: An Tur Gloine, incluyendo la Ascensión de Michael Healy y el juicio pasado (1936-1940). También hay una estatua de la Virgen María de John Hughes, ángeles de bronce de Michael Shortall y metal por William Scott, que fue admirada y mencionada por el poeta T. S. Eliot.